# Raorchestes luteolus
Raorchestes luteolus là một loài ếch trong họ Rhacophoridae. Chúng là loài đặc hữu của Ấn Độ.
Các môi trường sống tự nhiên của chúng là các khu rừng ẩm ướt đất thấp nhiệt đới hoặc cận nhiệt đới và các khu rừng vùng núi ẩm nhiệt đới hoặc cận nhiệt đới.

## Hình ảnh

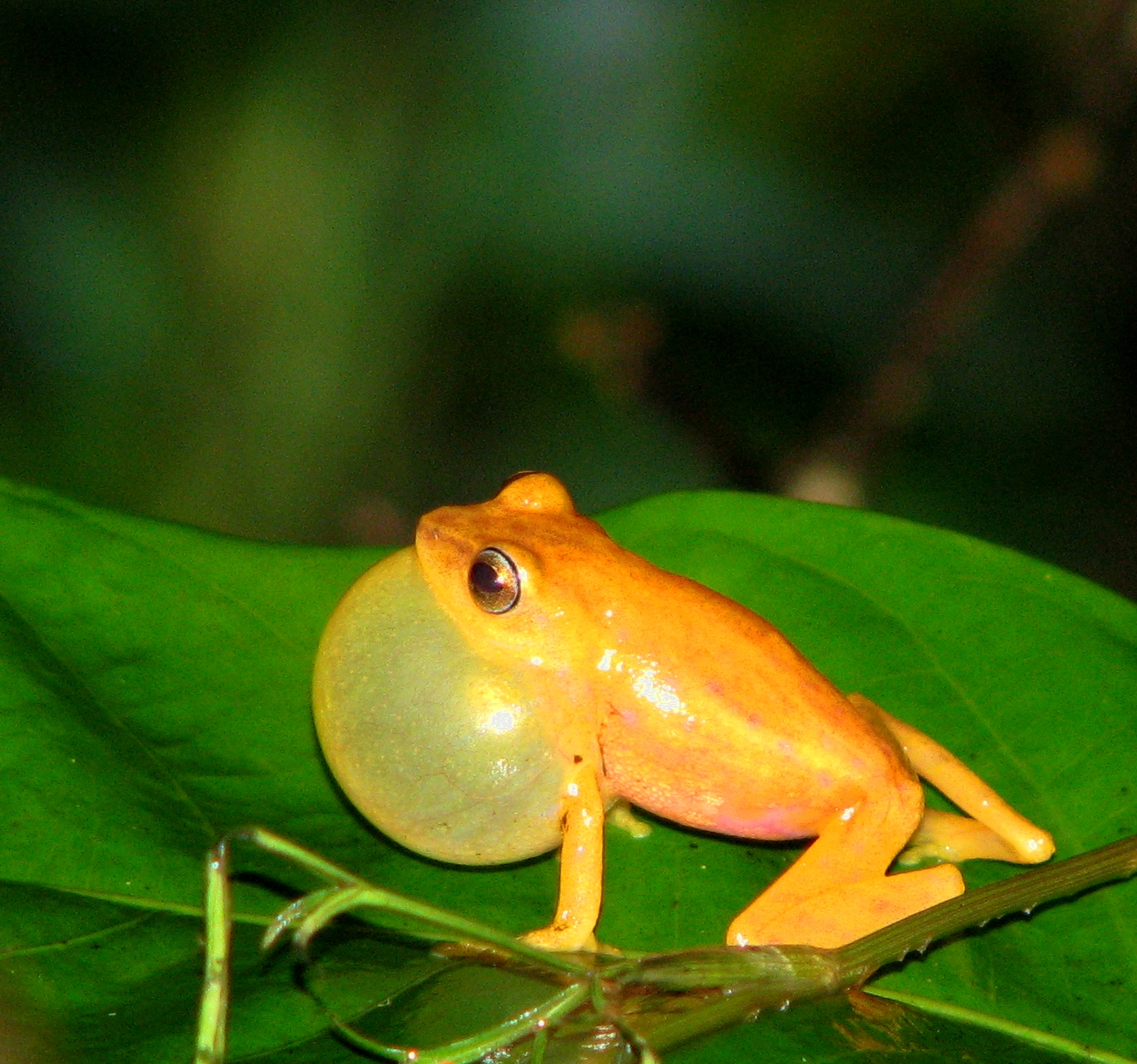
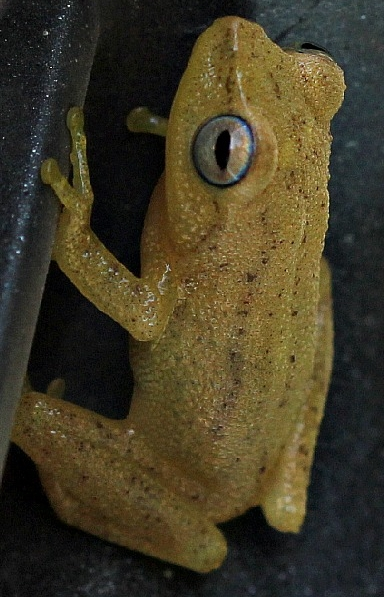
Raorchestes luteolus from Kudremukh
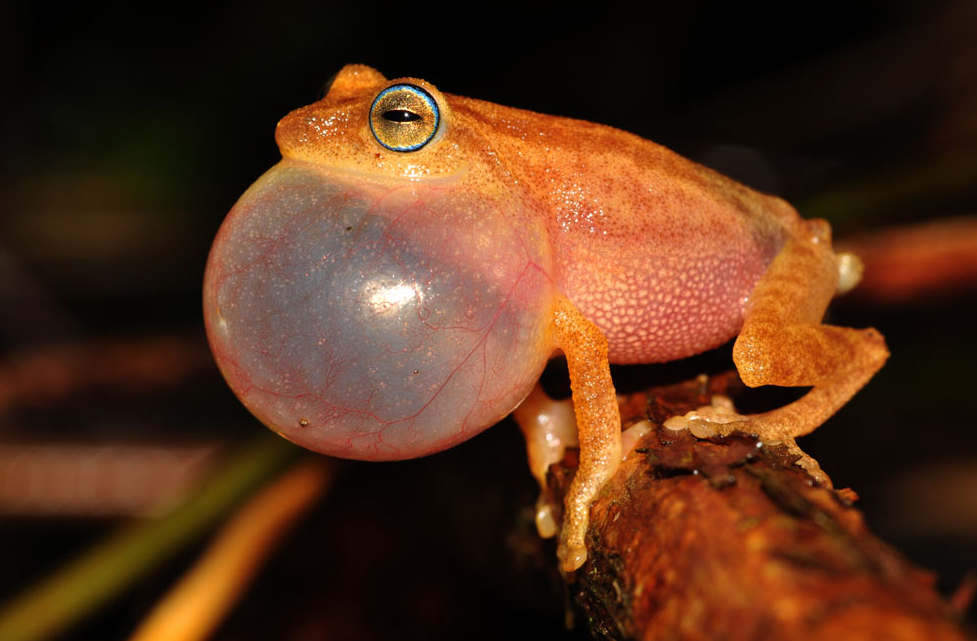
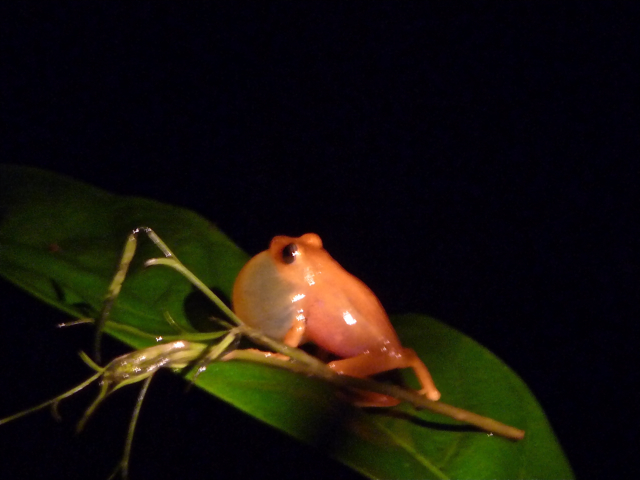
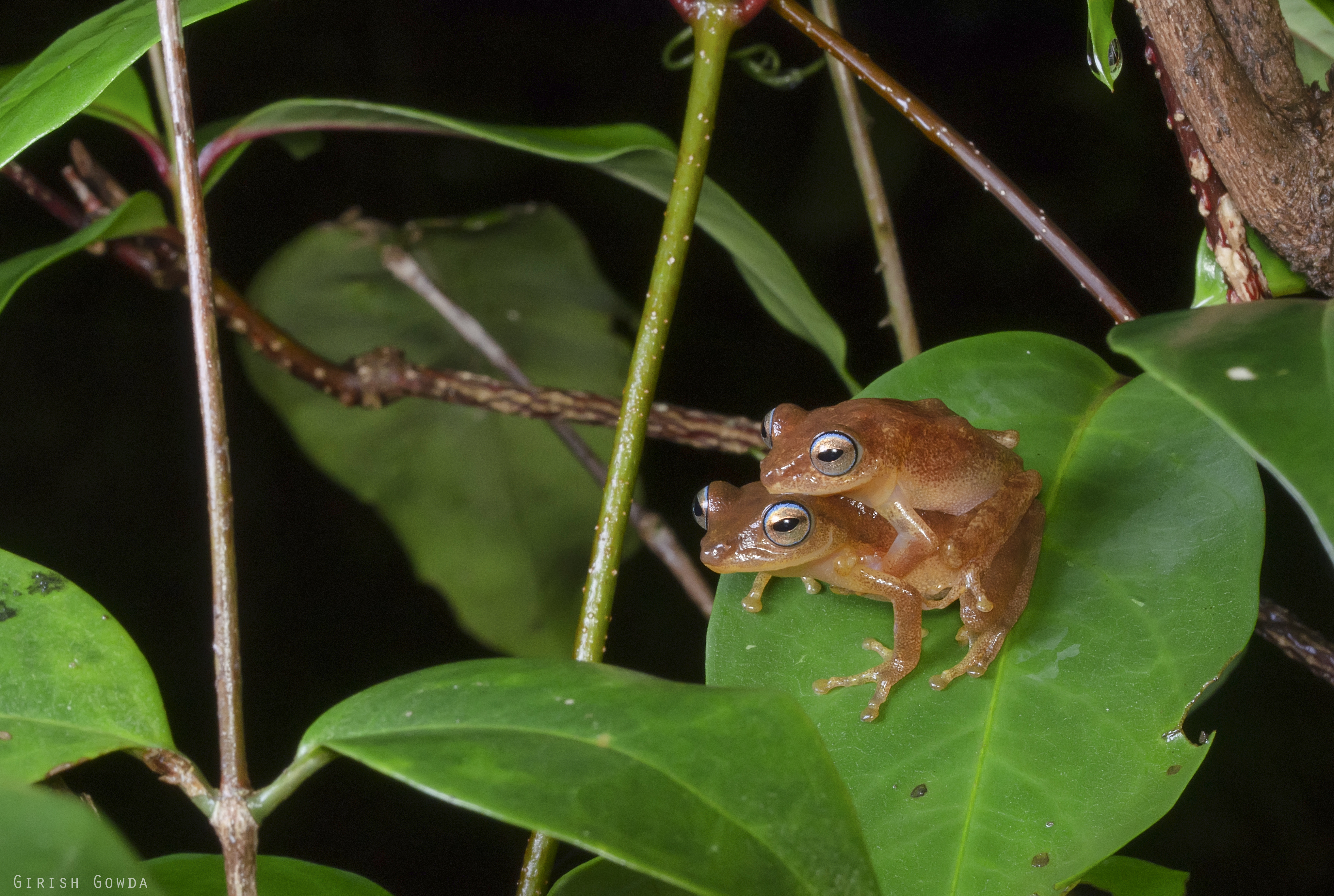
Raorchestes luteolus in amplexus from agumbe
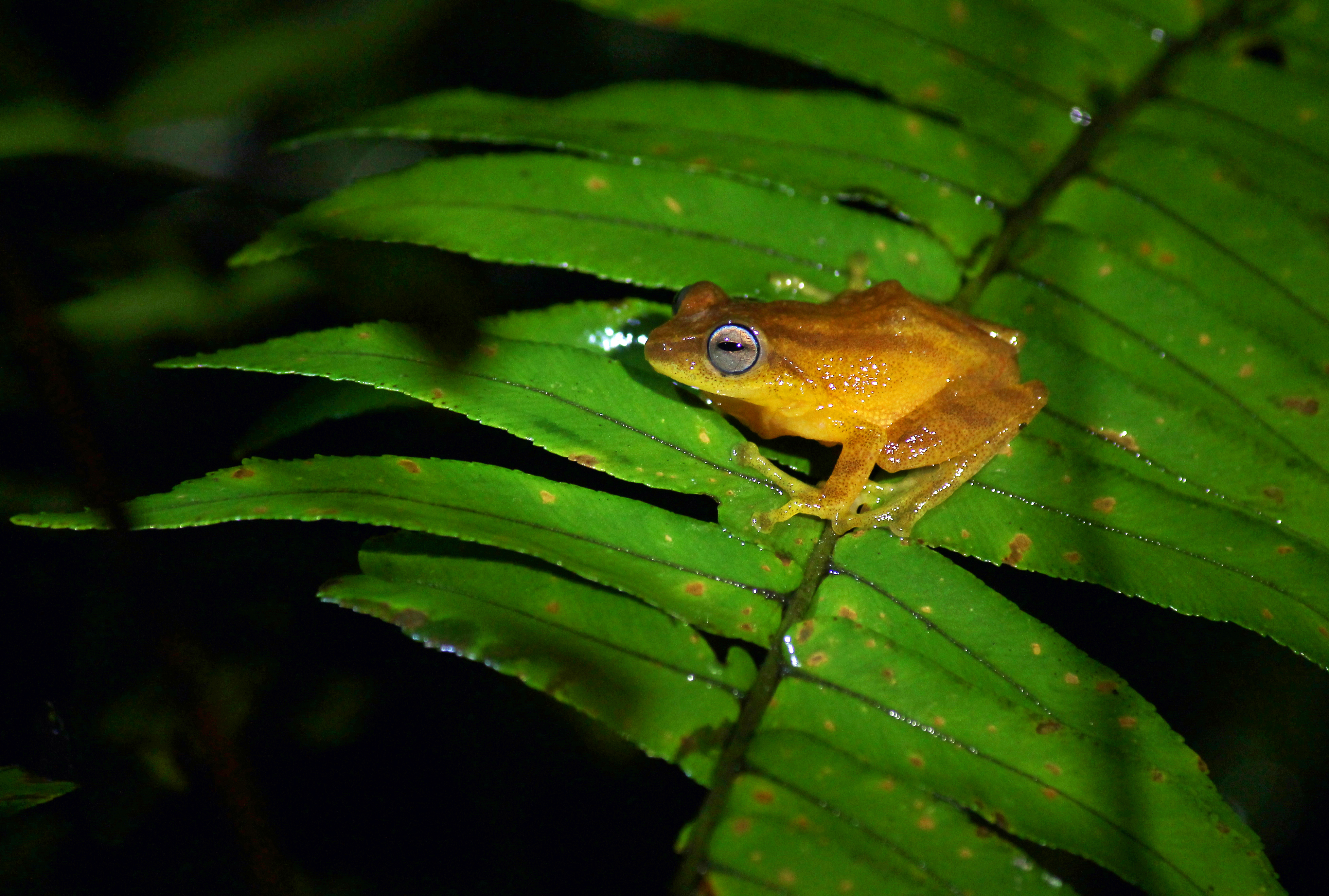
Raorchestes luteolus from Bisle
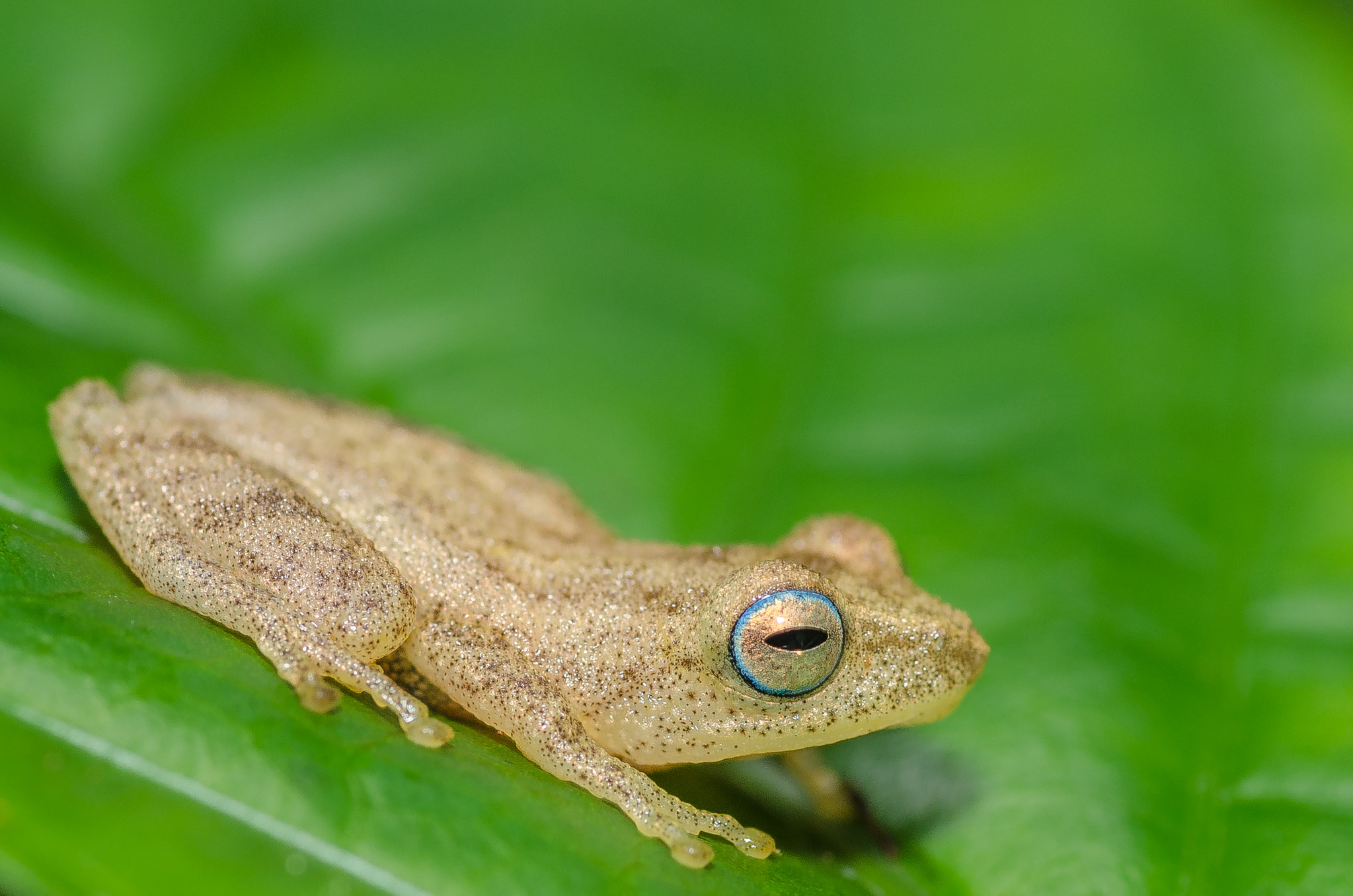
Raorchestes luteolus (Yellow bush frog)
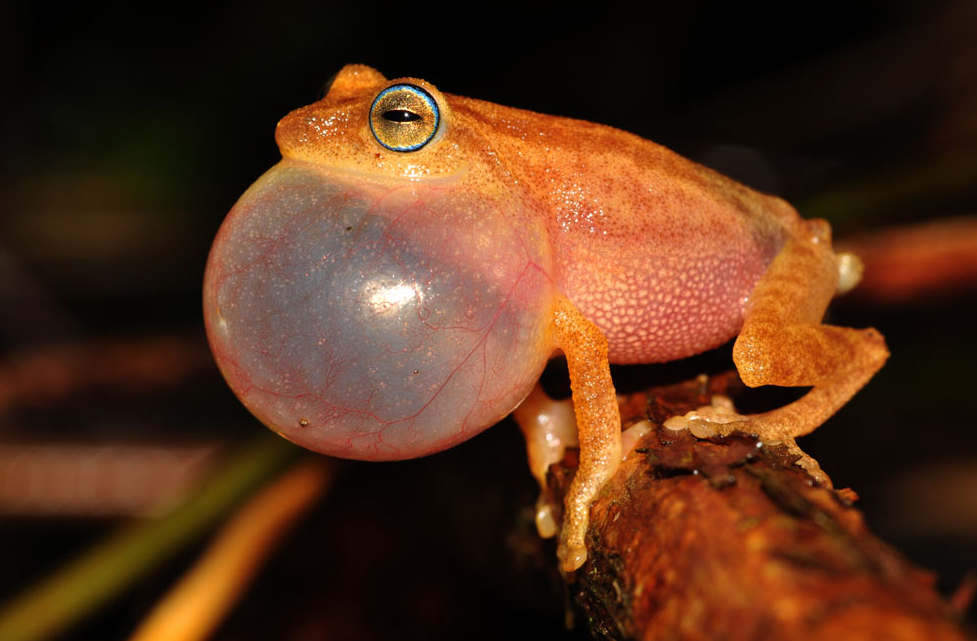
Male Raorchestes luteolus vocalizing
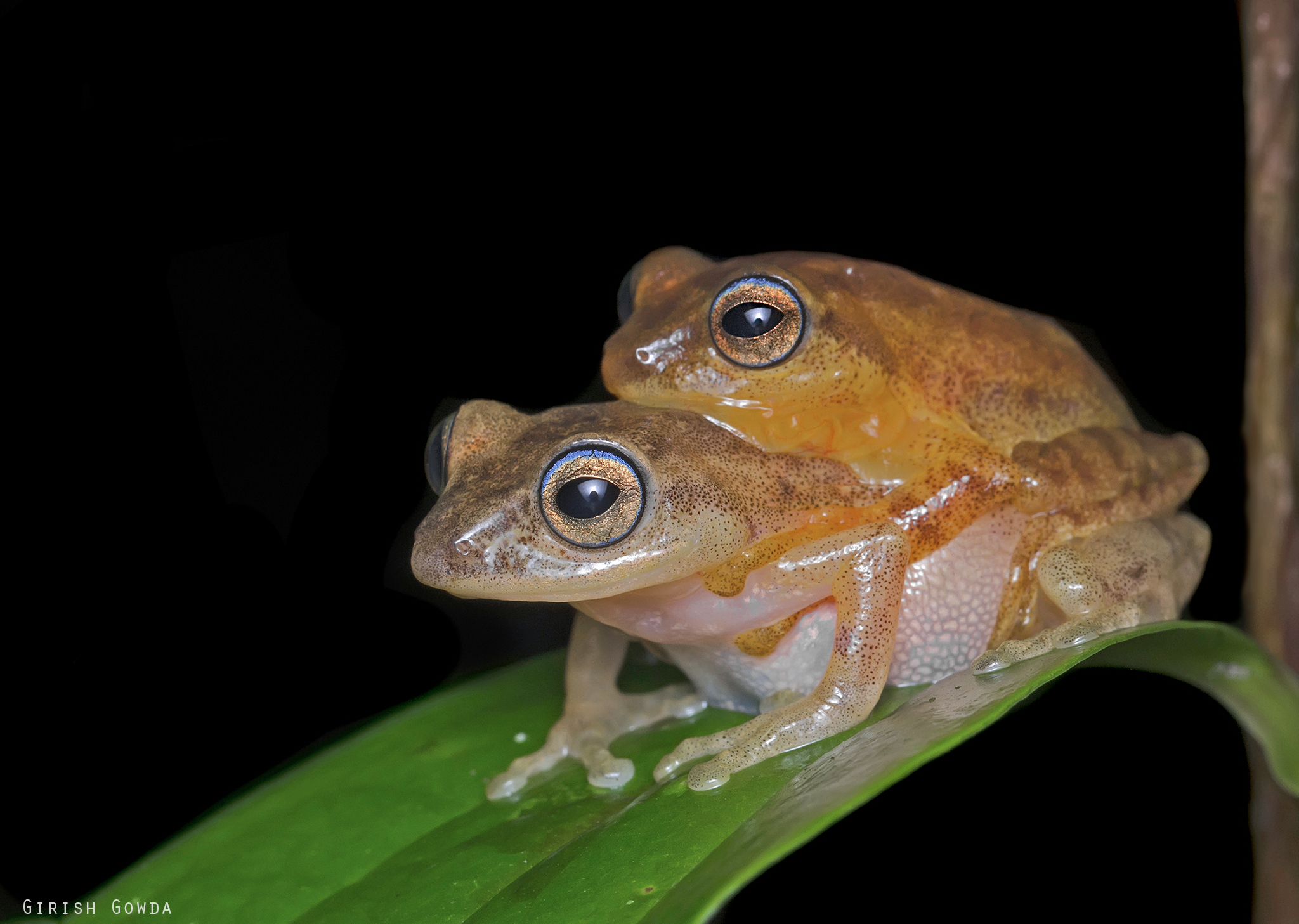